# Remina – gwiazda piekieł
Remina – gwiazda piekieł (jap. 地獄星レミナ Jigokusei Remina) – manga autorstwa Junjiego Itō, publikowana na łamach magazynu „Big Comic Spirits Zōkan Casual” wydawnictwa Shōgakukan od września 2004 do lipca 2005.

## Fabuła
W futurystycznym Tokio profesor Oguro zdobywa Nagrodę Nobla za odkrycie tunelu czasoprzestrzennego w gwiazdozbiorze Hydry, z którego wyłania się nieznana samotna planeta, znajdująca się 16 lat świetlnych od Ziemi. Oguro, korzystając z przysługującego mu prawa do nadania nazwy, chrzci planetę mianem Remina – imieniem swojej córki, której narodziny zbiegły się w czasie z pojawieniem się planety. Planeta porusza się w nieregularnej trajektorii i okazjonalnie przekracza prędkość światła, a gwiazdy wokół niej w tajemniczy sposób znikają. Remina staje się sławna po odkryciu planety i choć początkowo jest zaniepokojona nowym statusem, ostatecznie dostrzega bezcelowość izolowania się i podpisuje kontrakt z agencją talentów, która umacnia jej wizerunek celebrytki. Po zostaniu rzeczniczką prasową firmy budowlanej Mineishich, syn prezesa firmy, Kunihiro, oprowadza Reminę po rodzinnym domu, który skrywa tajny podziemny schron. Kunihiro wspomina o starszym bracie, który opuścił dom po tym, jak ojciec sprzeciwił się jego marzeniu, by zostać astronautą.
Tymczasem profesor Oguro dowiaduje się od przerażonego astronoma, że planeta Remina weszła do Układu Słonecznego i dotrze do Ziemi w ciągu miesiąca. Astronom w panice twierdzi, że „spojrzał jej w oko”, po czym popada w szał obłędu. Pogłoska o nadciągającym zderzeniu budzi ogromne zaniepokojenie w mediach, a ludność Ziemi ogarnia panika, gdy planeta Remina zaczyna niszczyć planety Układu Słonecznego. Domniemany związek między pojawieniem się planety, przewidywaniami profesora Oguro oraz bogactwem i sławą rodziny Oguro prowadzi do szerzącego się paranoicznego przekonania, że to właśnie oni w jakiś sposób przywołali tę planetę. Planeta Remina zbliża się do Ziemi po pochłonięciu Marsa czymś, co przypomina olbrzymi język. Mieszkańcy Tokio pogrążają się w zamieszkach i morderczej manii, szturmując siedzibę agencji w poszukiwaniu Reminy. Gdy Remina, jej agent Mitsumura, Kunihiro i przewodniczący fan klubu Goda uciekają przed tłumem, na miejskim placu wznoszone są dwa drewniane krzyże, a planeta Remina pojawia się na niebie Ziemi.
Załogowa sonda zostaje wysłana z Księżyca na orbitę planety Remina, gdy ta zdaje się zwalniać. Załoga z przerażeniem odkrywa, że to, co początkowo uznali za ogromny wulkan, jest w rzeczywistości okiem, a kontakt z sondą zostaje szybko utracony po awaryjnym lądowaniu. Transmisja jednej ze stacji informacyjnych zostaje przejęta przez grupę zamaskowanych członków kultu, którzy ogłaszają, że aby ocalić Ziemię, Ogurowie muszą zostać wyeliminowani. Gdy Remina i jej towarzysze uciekają z mieszkania Mitsumury, obserwatorium profesora Oguro odbiera transmisję z powierzchni Reminy wysłaną przez jednego z astronautów sondy; nagranie ukazuje potworną scenerię o całkowicie nieznanym składzie i atmosferze i kończy się nagle, gdy ocaleni astronauci zbliżają się do postaci wyglądających na machających ludzi. Profesor Oguro postanawia wrócić do Tokio, by odnaleźć córkę, mimo tłumu gromadzącego się wokół obserwatorium. Podczas dalszej ucieczki Kunihiro porzuca grupę, a Mitsumura zostaje śmiertelnie ugodzony nożem, osłaniając Reminę; oboje wyznają sobie miłość tuż przed jego śmiercią, co szokuje Godę. Następnie pojawiają się zamaskowani członkowie kultu i domagają się „właściwej” egzekucji Reminy. Ona i Goda zostają zaprowadzeni na plac, gdzie stoją już drewniane krzyże – tam znajduje się zakrwawiony i pobity profesor Oguro, który został ukrzyżowany. Oguro błaga Reminę o przebaczenie za ich nieszczęście, zanim zostaje śmiertelnie przebity.
Gdy Remina zostaje przybita do drugiego krzyża, planeta Remina pożera Księżyc i przygotowuje się do położenia swego języka na Ziemi. Niespodziewany atak rakietowy odpiera język planety, ale przypadkowo powoduje zniszczenia w całym mieście, co rozprasza tłum. Goda wykorzystuje okazję, by uwolnić Reminę, jednak pogrążona w żałobie po ojcu i Mitsumurze, nie zauważa jego wysiłku. Oboje natrafiają na Kunihiro, którego Goda gwałtownie karci za tchórzostwo. Remina upomina Godę za jego brutalność, przez co ten, przygnębiony, postanawia ich opuścić. Kunihiro zabiera Reminę do rodzinnego domu, gdzie jego rodzice ujawniają plan ucieczki z Ziemi na pokładzie tajnego rządowego statku kosmicznego, mającego udać się na planetę Remina. Gdy rodzice Kunihiro zabraniają mu zabrać Reminę, on i dziewczyna zamykają się w schronie, gdzie Kunihiro dopuszcza się napaści seksualnej na Reminę. Gdy jego rodzice natrafiają na tę scenę, natychmiast stają po stronie syna, który twierdzi, że to Remina go uwiodła. Rodzina Mineishich wyrzuca Reminę na pastwę tłumu, który w milczeniu czeka u progu domu. Członek kultu dzierżący bicz, prowadzący tłum, zmusza Reminę do dalszej samotnej ucieczki.
Tłum zostaje zatrzymany przez trzęsienie ziemi wywołane siłą grawitacyjną planety Remina, która wpływa na skorupę ziemską. Reminie udaje się na krótko uciec przed tłumem i spotyka bezdomnego mężczyznę, lecz oboje zostają odnalezieni i poddani torturom z rozkazu członka kultu. Gdy język planety Remina pojawia się ponownie, Remina i bezdomny zostają sprowadzeni z powrotem na miejski plac, gdzie wciąż stoją zwęglone, ukrzyżowane szczątki Oguro. Remina i bezdomny zostają przywiązani do tego samego krzyża, pod który tłum podkłada ogień. Oboje zostają ocaleni, gdy planeta Remina liże Ziemię, wprawiając ją w gwałtowną rotację. Tłum ponownie zostaje rozproszony, lecz członek kultu kurczowo trzyma się krzyża i lubieżnie liże Reminę po policzku, zanim zostaje zmyty przez tsunami. Tymczasem rządowy statek kosmiczny startuje, zabierając rodzinę Mineishich i innych VIP-ów na powierzchnię Reminy. Członek kultu ponownie się pojawia i przecina więzy Reminy oraz bezdomnego, lecz zabiera Reminę dla siebie. Siła odśrodkowa wynikająca z szybkiego obrotu Ziemi osłabia jej grawitację, co pozwala ludziom na wykonywanie ogromnych skoków i wręcz latanie po planecie. Bezdomny odzyskuje Reminę w walce, lecz członek kultu zdradza ocalałym miejsce pobytu dziewczyny, co prowadzi do wielkiego powietrznego pościgu. Tymczasem rządowy statek kosmiczny gwałtownie ląduje na powierzchni Reminy, zabijając załogę i ciężko raniąc wielu pasażerów. Próbując ocenić atmosferę planety, ocaleni zdejmują hełm jednemu z rannych, ale atmosfera powoduje jego makabryczne rozkładanie się i połączenie z planetą. Z ciała byłego człowieka wyrasta ogromny język, który pochłania i zabija kolejnych rozbitków. Mineishiowie próbuje uciec, lecz zostają zwabieni przez kosmiczny skafander kontrolowany przez inny język, który również ich zabija.
Gdy obrót Ziemi zaczyna zwalniać, unoszący się w powietrzu ludzie spadają z powrotem na teren Japonii, a upadek Reminy i bezdomnego zostaje zamortyzowany przez stos ciał. Gdy planeta Remina zaczyna przyciągać Ziemię do siebie, bezdomny, Remina i mała grupa młodych, niewinnych ocalałych odnajdują nienaruszoną posiadłość Mineishich. Podczas próby wejścia do domu członek kultu pojawia się ponownie w ostatecznym ataku na Reminę. Jego bicz zaplątuje się wokół maski, ujawniając jego tożsamość – okazuje się, że to Goda, który wyraża swoją urazę wobec miłości Reminy do Mitsumury, po czym zostaje porwany. Grupa wchodzi do schronu przeciwbombowego, który odłącza się od Ziemi tuż przed tym, jak planeta Remina ostatecznie ją pochłania i znika w pustce. Gdy Remina odzyskuje przytomność, bezdomny ujawnia, że jest zaginionym synem Mineishich – Daisuke, któremu nie udało się spełnić marzenia o zostaniu astronautą. Mówi, że w schronie znajdują się zapasy wystarczające na rok, i z optymizmem stwierdza, że skoro ich ucieczka była cudem, to być może w ciągu tego czasu wydarzy się kolejny. Remina spogląda przez okno schronu i rozmyśla o stracie ojca i Mitsumury, gdy schron dryfuje przez pustkę kosmosu.

## Publikacja
Manga była publikowana w magazynie „Big Comic Spirits Zōkan Casual” od 16 września 2004 do 24 lipca 2005. Wydawnictwo Shōgakukan zebrało jej rozdziały w jednym tankōbonie, wydanym 30 sierpnia 2005.
Polski przekład ukazał się nakładem wydawnictwa Japonica Polonica Fantastica.

## Odbiór
Nick Smith z ICv2 pochwalił mangę, stwierdzając, że została „dobrze poprowadzona”. Helen Chazan z The Comics Journal również wyraziła uznanie dla serii, nazywając ją „nadzwyczajnie pociągającą” i „łatwą do utożsamienia się”. Ian Wolf z Anime UK News także pochwalił mangę, mówiąc, że sprawia wrażenie czegoś nowego od Itō, jednocześnie zachowując charakterystyczny dla niego horror. Michelle Smith z Manga Bookshelf była bardziej krytyczna – zainteresował ją co prawda sam pomysł, ale uznała, że seria jest „pozbawiona emocji”. W ramach przewodnika po mandze na jesień 2020 opublikowanego przez Anime News Network, serię recenzowały Rebecca Silverman i Caitlin Moore. Silverman pochwaliła serię, nazywając ją „dobrą, mrożącą krew w żyłach historią”, ale skrytykowała za „zbyt dosłowne obrazowanie”. Moore również przyznała, że spodobała jej się ta pozycja, ale dodała, że była zdezorientowana fabułą.
W grudniu 2020 manga znalazła się w pierwszej dziesiątce listy powieści graficznych dla dorosłych w Stanach Zjednoczonych według The NPD Group. W styczniu 2021 uplasowała się również w pierwszej dziesiątce listy bestsellerów The New York Timesa w kategorii powieści graficznych i mangi. W tym samym roku seria zdobyła nagrodę Eisnera w kategorii „Najlepsze amerykańskie wydanie materiału międzynarodowego – Azja” oraz została nominowana do nagrody Harveya. W 2022 roku znalazła się w pierwszej dziesiątce powieści graficznych według Stowarzyszenia Bibliotek Amerykańskich.